# Бляйхрёдер, Герсон фон
Герсон фон Блайхрёдер (нем. Gerson von Bleichröder; 22 декабря 1822, Берлин — 18 февраля 1893, там же) — немецкий банкир, современникам известен как банкир Бисмарка; в этом качестве выполнял политические функции при Министерстве иностранных дел.
Герсон Бляйхрёдер был сыном Самуила Бляйхрёдера, происходившего из уважаемой еврейской семьи и в 1803 году основавшего банк своего имени. Он был корреспондентом банка Ротшильдов в Берлине. В 1855 году Герсон Бляйхрёдер возглавил банк, основанный отцом. Место среди банкиров мирового уровня он занял путём финансирования российских предприятий и российского государственного бюджета. Со временем он начал участвовать и в финансировании государственных программ в Германии и стал богатейшим человеком в Пруссии и одним из самых богатых в мире.
Важной составляющей его положения было исполнение им функций эмиссара Бисмарка в международных делах, который благодаря своим связям с банкирами других стран, в первую очередь с Ротшильдами, мог собирать информацию о политическом и экономическом положении в других государствах. Поскольку Бисмарк и Бляйхрёдер состояли в доверительных и дружеских отношениях, последний как банкир и частное лицо мог выражать деликатные мысли своего покровителя, когда это нельзя было сделать дипломатическим путём.
Герсон Бляйхрёдер вместе с дружественными ему банками финансировал австро-прусскую войну 1866 года, принимал участие в переговорах о размерах репараций для Франции после её поражения в войне 1870—1871 годов. Однако несмотря на заслуги перед государством, он, будучи евреем, пусть и «ассимилированным», не мог занять место среди властной верхушки при кайзере Вильгельме II. В 80-е годы XIX века Герсон Бляйхрёдер вместе с бельгийским банкиром Морисом де Хиршем много инвестировал в Османскую империю, откуда они были вытеснены Сименсом и Немецким банком после начала строительства Багдадской железной дороги.
Герсон фон Бляйхрёдер был вторым некрещёным евреем в Пруссии (после А. Оппенгейма), который в 1872 году был возведён в дворянское достоинство и имел множество наград. Однако нарастание антисемитизма в немецком обществе в 80-х годах XIX века в итоге не позволило ему вступить в узкий круг крупной немецкой буржуазии. Возможно, по этим причинам его сын, барон Ганс фон Бляйхрёдер, согласился принять крещение.
В 1987 году в фильме «Бебель и Бисмарк» образ банкира на экране воплотил Рольф Людвиг.